# Tama podsadzkowa
Tama podsadzkowa – jeden z rodzajów tam, występujących w podziemnych zakładach górniczych, stała lub czasowa bariera, odgradzająca przestrzeń roboczą od podsadzanej części poeksploatacyjnej.
Rodzaje tam podsadzkowych ze względu na usytuowanie:
1. tama czołowa – główna część tamy podsadzkowej; bariera odgradzająca przestrzeń roboczą ściany od przestrzeni podsadzanej. W tej grupie wyróżnia się tamę stałą lub przesuwną. Jest ona równoległa do ściany czołowej.
2. tama boczna – bariera odgradzająca przestrzeń wyrobiska przyścianowego od przestrzeni podsadzanej. Jest to skrzydło tamy podsadzkowej, które zamyka z boków podsadzaną pustkę wzdłuż wyrobisk przyścianowych.

Rodzaje tam podsadzkowych ze względu na rodzaj podsadzki:
1. tama do podsadzki suchej;
2. tama do podsadzki płynnej (hydraulicznej); dzięki odpowiedniej konstrukcji przy podsadzaniu zatrzymuje piasek, a przepuszcza wodę odpływającą z mieszaniny podsadzkowej;